# Saprinus cyaneus
Saprinus cyaneus es una especie de escarabajo del género Saprinus, familia Histeridae. Fue descrita científicamente por Fabricius en 1775.
Se distribuye por Australia. Se encuentra principalmente en materia orgánica en descomposición, más comúnmente en cadáveres. Esta es una de las especies más comunes que se encuentran en la carroña en Australia y un importante depredador de larvas de moscas circulares (Diptera), cuyos adultos son vectores de diversas enfermedades.

## Descripción
Ovalado, convexo, élitros más anchos en los húmeros, de color verde oscuro a marrón oscuro o incluso negro, ocasionalmente azul oscuro, brillante, con brillo metálico, pronoto púrpura, ocasionalmente bronce oscuro con un ligero matiz verdoso, metálico; patas, piezas bucales y escapo antenal marrón oscuro.